# Green Island (Nouvelle-Zélande)
Pour l’île proche, voir Green Island (en). 
Une autre petite île inhabitée du même nom se situe près du groupe de l'île de Ruapuke (en) dans le détroit de Foveaux.
Pour les articles homonymes, voir Green Island.

La ville de Green Island est une banlieue de la ville de Dunedin située dans l’Île du Sud de la Nouvelle-Zélande.

## Géographie
Contrairement à ce que laisse penser son nom, elle ne donne pas directement sur la mer.
Formellement, c’est un borough, qui tire son nom du bush dit de Green Island, une forêt primaire non défrichée, s’étendant dans la vallée sur laquelle la ville est centrée, remontant dans les collines jusqu’à la côte. Le nom de l’île un peu à distance de la côte proche, Green Island (en), fut utilisé pour identifier le bush.

## Accès de Green Island
La ville de Green Island, est officiellement depuis 1989 une banlieue séparée de la ville de Dunedin située sur le trajet de la route State Highway 1/S H 1, localisée à 8 km à l’ouest du CBD de Dunedin, aux coordonnées de  45° 54′ 11″ S, 170° 26′ 04″ E.

## Population
Elle avait en 2001, selon le recensement, une population de 2 430 habitants.

## Activité économique
L’économie principale de Green Island est basée sur des industries légères et à une petite échelle de l’industrie lourde.

## Les écoles
'‘St Peter Chanel est une école catholique primaire située sur Main South Rd. Les autres écoles dans la ville sont '‘Abbotsford Primary’' et '‘Green Island Primary’'.

## Sport
Le Green Island Rugby Club, établi en 1884, est connu comme « The Grizzlies ». Les couleurs du club sont vert et or.  Le terrain du club est Miller Park et il y a 3 équipes séniors et une équipe junior. Il y a aussi une école de sport pour garçons, qui est prospère, allant de l’âge de 5 à 13 ans. L’équipe de Green Island a gagné la première place du championnat national en 1972, 1973 et 1978, mais l’importance du club a chuté depuis la fin des années 1990 avec le déclin des possibilités d’emplois dans la ville et surtout une chute générale du nombre de joueurs à travers toute la région de Dunedin, bien que le club ait un aspect social florissant et une bande de supporters loyaux.
Le club a dans ses effectifs cinq des membres des All Blacks:
- Greg Cooper
- Lyn Jaffray
- Merv Jaffray (en)
- Brian McKechnie
- Ben Smith

La banlieue de Green Island a aussi un club de football, le Green Island FC (en) basé à ‘Sunnyvale Park’.
Le parc de Sunnyvale est aussi le domicile du Green Island Cricket Club. 
Le Club de Cricket a eu des succès importants dans les années récentes en gagnant de multiples championnats nationaux. 
La ville abrite aussi un club de boxe à succès.
Le Green Island Rhythmic Gymnastics Club est également un club sportif de classement national.

## Abbotsford
Immédiatement au nord de Green Island, et séparée seulement de celle-ci par la route nationale et la ligne principale de l'île du sud (en), se trouve la banlieue d’ Abbotsford. Abbotsford est une banlieue entièrement résidentielle, avec virtuellement aucun commerce de détail en propre. C’est pour cela qu’elle est reliée  par un simple chemin à Green Island, qui siège à peine 300 mètresvers le sud. Abbotsford, par elle-même a une  population de 1 677 résidents.

### Le glissement de terrain d’Abbotsford
article principal:Glissement de terrain de 1979 à Abbotsford (en): 
Dans la nuit du 8 août 1979, un glissement de terrain majeur survint au niveau de la ville d’Abbotsford, entraînant la destruction ou la relocation de quelque 69 maisons, et nécessitant l’évacuation de plus de 600 personnes. Il n' y eut pas de tués mais ceci reste le plus important glissement de terrain survenu dans une zone urbaine de la Nouvelle-Zélande.

## Sunnyvale
À l’extrémité sud de la banlieue d’Abbotsford, se trouve la petite banlieue de Sunnyvale. Celle-ci fut jusqu’au début des années 2000, le site de la principale voie vers le sud pour sortir de Dunedin, mais elle fut, tout comme la ville de Fairfield, qui est immédiatement au sud, contournée par l’extension de l’autoroute construite en 2002. 
L’arène sportive du parc de Sunnyvale (en) est située dans cette la banlieue.